# Montgolfière d'or
El Montgolfière d'or és el premi principal atorgat des del 1979 pel jurat del Festival dels Tres Continents de Nantes. És atorgat a la millor pel·lícula en competició i consisteix en un premi en metàl·lic de 6.000 euros.

## Palmarès principal
El Montgolfière d'or pot ser atribuït tant a una pel·lícula de ficció com a una pel·lícula documental.
| Any  | Pel·lícula                                 | Director               | País                 |
| ---- | ------------------------------------------ | ---------------------- | -------------------- |
| 1979 | Baara                                      | Souleymane Cissé       | Mali                 |
| 1980 | Shafika wa Metwalli                        | Ali Badrakhane         | Egipte               |
| 1981 | Eles não usam Black-Tie                    | Leon Hirszman          | Brasil               |
| 1981 | Plae khao                                  | Cherd Songsri          | Tailàndia            |
| 1982 | lmagi Ningthem                             | Aribam Syam Sharma     | Índia                |
| 1983 | Angela Markado                             | Lino Brocka            | Filipines            |
| 1984 | El Haimoune                                | Nacer Khémir           | Tunísia              |
| 1984 | Feng gui lai de ren                        | Hou Hsiao-hsien        | República de la Xina |
| 1985 | Davandeh                                   | Amir Naderi            | Iran                 |
| 1985 | Dong dong de jia qi                        | Hou Hsiao-hsien        | República de la Xina |
| 1986 | In the Wild Mountains                      | Yan Xueshu             | R.P. de la Xina      |
| 1987 | Anayurt Oteli                              | Ömer Kavur             | Turquia              |
| 1988 | Rouge                                      | Stanley Kwan           | Hong Kong            |
| 1989 | Ab, bad, khak                              | Amir Naderi            | Iran                 |
| 1990 | Untamagiru                                 | Go Takamine            | Japó                 |
| 1991 | Five Girls and a Rope                      | Yeh Hung-wei           | República de la Xina |
| 1992 | Bloody Morning                             | Li Shaohong            | R.P. de la Xina      |
| 1993 | Zhao le                                    | Ning Ying              | R.P. de la Xina      |
| 1994 | Dos crímenes                               | Roberto Sneider        | Mèxic                |
| 1995 | Sin remitente                              | Carlos Carrera         | Mèxic                |
| 1996 | Yek Dastan-e Vaghe'i                       | Abolfazl Jalili        | Iran                 |
| 1997 | Made in HKG                                | Fruit Chan             | Hong Kong            |
| 1998 | Xiao Wu                                    | Jia Zhangke            | R.P. de la Xina      |
| 1998 | Wandafuru Raifu                            | Hirokazu Koreeda       | Japó                 |
| 1999 | Luna Papa                                  | Bakhtiar Khudojnazarov | Tadjikistan          |
| 2000 | Platform                                   | Jia Zhangke            | R.P. de la Xina      |
| 2001 | Delbaran                                   | Abolfazl Jalili        | Iran                 |
| 2002 | Altyn Kyrghol                              | Marat Sarulu           | Kirguizstan          |
| 2003 | Siete días. siete noches                   | Joel Cano              | Cuba                 |
| 2004 | Ri ri ye ye                                | Wang Chao              | R.P. de la Xina      |
| 2005 | Melegin düsüsü                             | Semih Kaplanoğlu       | Turquia              |
| 2006 | Chand kilo khorma baraye marassem-e tadfin | Saman Salur            | Iran                 |
| 2007 | Zui yu fa                                  | Zhao Liang             | R.P. de la Xina      |
| 2008 | Parque vía                                 | Enrique Rivero         | Mèxic                |
| 2009 | Bandhobi                                   | Shin Dong-il           | Corea del Sud        |
| 2010 | Los abrazos del río                        | Nicolás Rincón Gille   | Colòmbia             |
| 2011 | Saudade                                    | Katsuya Tomita         | Japó                 |
| 2012 | San zimei                                  | Wang Bing              | R.P. de la Xina      |
| 2013 | Hotori no sakuko                           | Koji Fukada            | Japó                 |
| 2014 | Jayuui Eondeok (자유의 언덕)               | Hong Sang-soo          | Corea del Sud        |
| 2015 | Kaili Blues                                | Bi Gan                 | R.P. de la Xina      |
| 2016 | In the last days of the city               | Tamer El Said          | Egipte               |
| 2017 | Taming the Horse                           | Tao Gu                 | R.P. de la Xina      |
| 2018 | Kucumbu Tubuh Indahku                      | Garin Nugroho          | Indonèsia            |
| 2019 | Öndög                                      | Wang Quan'an           | R.P. de la Xina      |
| 2020 | Moving On                                  | Yoon Danbi             | Corea del Sud        |
| 2020 | Seishin 0                                  | Kazuhiro Soda          | Japó                 |
| 2021 | Gūzen to Sōzō                              | Ryusuke Hamaguchi      | Japó                 |

## Palmarès específic per documentals (2003-2006)
Entre 2003 i 2006 es va atorgar un Montgolfière d'or específic a un documental.
| Any  | Pel·lícula        | Director      | País                 |
| ---- | ----------------- | ------------- | -------------------- |
| 2003 | Tiě xī qū         | Wang Bing     | R.P. de la Xina      |
| 2004 | Final solution    | Rakesh Sharma | Índia                |
| 2005 | Chizu to ujimushi | Kato Haruyo   | Japó                 |
| 2006 | Huang wu shou ji  | Ting-fu Huang | República de la Xina |
| 2006 | Atos dos Homens   | Kiko Goifman  | Brasil               |

## Palmarès par pays
| País                 | Montgolfière d'or | Premi al documental | Total |
| -------------------- | ----------------- | ------------------- | ----- |
| R.P. de la Xina      | 10                | 1                   | 11    |
| Iran                 | 5                 |                     | 5     |
| Japó                 | 4                 | 1                   | 5     |
| República de la Xina | 3                 | 1                   | 4     |
| Mèxic                | 3                 |                     | 3     |
| Corea del Sud        | 2                 |                     | 2     |
| Egipte               | 2                 |                     | 2     |
| Hong Kong            | 2                 |                     | 2     |
| Turquia              | 2                 |                     | 2     |
| Brasil               | 1                 | 1                   | 2     |
| Índia                | 1                 | 1                   | 2     |
| Colòmbia             | 1                 |                     | 1     |
| Cuba                 | 1                 |                     | 1     |
| Indonèsia            | 1                 |                     | 1     |
| Kirguizstan          | 1                 |                     | 1     |
| Mali                 | 1                 |                     | 1     |
| Filipines            | 1                 |                     | 1     |
| Tadjikistan          | 1                 |                     | 1     |
| Tailàndia            | 1                 |                     | 1     |
| Tunísia              | 1                 |                     | 1     |